# It's Only Us
It's Only Us je pjesma britanskog pjevača Robbija Williamsa koja se nalazi na njegovom drugom studijskom albumu I've Been Expecting You. Pjesmu je napisao sam pjevač zajedno s tekstopiscem Guyjem Chambersom koji ju je ujedno i producirao. Skladba se izvorno nije trebala nalaziti na spomenutom albumu ali se zbog autorskih prava našla kao zamjena za pjesmu Jesus In A Camper Van. Također, korištena je i kao theme song za videoigru FIFA 2000 (te se nalazi na soundtrack albumu iste). Williams je to prihvatio uz uvjet da se njegova nogometna momčad Port Vale uvede u igru.
Za potrebe pjesme napravljen je i videospot u futurističkom stilu koji prikazuje 2019. godinu te računalnu animaciju samog pjevača kao engleskog reprezentativca.

## Top-ljestvice
It's Only Us je bila broj jedan na britanskim glazbenim ljestvicama te se na toj poziciji zadržala tjedan dana. Prodana je u preko 600.000 primjeraka zbog čega joj je British Phonographic Industry dodijelio platinstu ploču.
| Godina | Pjesma       | Ujedinjeno Kraljevstvo | Škotska                     | Novi Zeland           |
| ------ | ------------ | ---------------------- | --------------------------- | --------------------- |
| 1999.  | It's Only Us | 1 (UK Singles)         | 1 (Official Charts Company) | 3 (Recorded Music NZ) |